# Реут, Андрей Леонидович
Андре́й Леони́дович Ре́ут (род. 23 ноября 1975, Волгоград) — первый заместитель директора Фонда Росконгресс, медиаменеджер, ранее российский журналист, главный редактор телеканала РБК (с 2013 года по 2015 год). Автор более чем тысячи публикаций, в том числе научных.

## Биография
В 1998 году окончил факультет мировой экономики и финансов Волгоградского государственного университета. В 2001 году защитил диссертацию на соискание учёной степени кандидата экономических наук на тему «Информационная инфраструктура рыночной экономики».
В экономической журналистике работает начиная c 1990-х, пишет о российском фондовом рынке с момента его создания. В 1998 году возглавил отдел общественно-политической информации информационного агентства AK&M. В 2001 году участвовал в создании газеты «Газета», где руководил отделом политики и работал в «кремлёвском пуле» журналистов. В октябре 2004 года возглавил экономический отдел «Известий», со временем был назначен заместителем главного редактора. В 2011 году стал сотрудником телеканала РБК.
«Зрители телеканала РБК узнали о назначении Андрея Реута главным редактором в рамках проекта „За стеклом“, который показывает жизнь телеканала „изнутри“. Прямо в эфире, во время трансляции редакционной летучки, Александр Любимов сообщил, что перестанет совмещать должности генерального директора и главного редактора, и кресло творческого руководителя телеканала займет Андрей Реут. Таким образом, ключевым каналом коммуникации телеканала РБК с медиарынком и собственными зрителями впервые стал непосредственно телеэфир».
За время работы Андрея Реута телеканал РБК стал преимущественно новостным, новостное онлайн-вещание увеличилось с 11 до 17 часов в день. Канал стал безубыточным, ежемесячная аудитория увеличилась на 7 млн чел., с 19 до 26 миллионов.
После ухода с РБК приступил к созданию нового проекта — сетевого издания правовой и законотворческой информации Legal.Report, став его издателем и одним из учредителей. Сайт официально начал свою работу 25 февраля 2016 года.
В 2016 году начал работать в Фонде Росконгресс директором по маркетингу и коммуникациям, в 2019 году был назначен первым заместителем директора Фонда. Фонд Росконгресс является организатором крупнейших конгрессно-выставочных мероприятий в России, в том числе Петербургского международного экономического форума, Восточного экономического форума во Владивостоке, Российского инвестиционного форума в Сочи.

### Личная жизнь
Жена — Екатерина Реут, дочери — Василиса Реут (род. 2010 г.), Елизавета Реут (род. 2015 г.).